# Zwischen Nacht und Morgen (film 1931)
Zwischen Nacht und Morgen è un film del 1931 diretto da Gerhard Lamprecht.

## Produzione
Il film fu prodotto dalla Biograph-Film di Berlino.

## Distribuzione
Distribuito dalla Biograph-Film, uscì nelle sale cinematografiche tedesche presentato al Titania-Palast di Berlino l'11 agosto 1931.